# Gerhard Bondzin

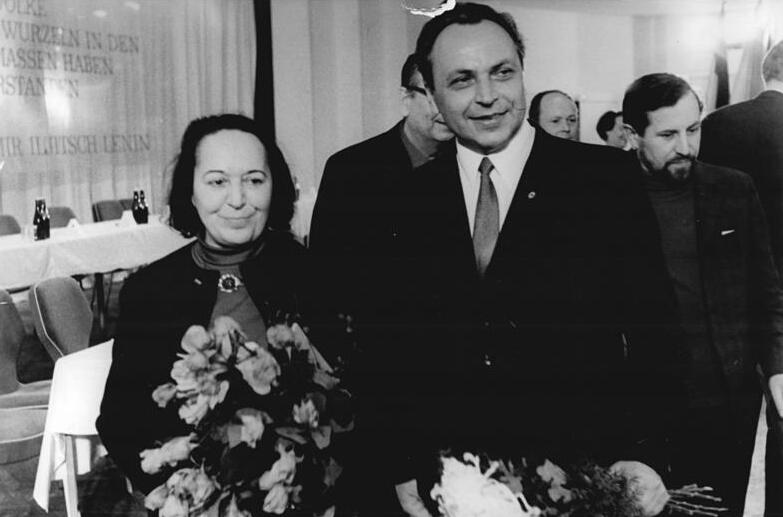
Gerhard Bondzin tillsammans med konstnären Lea Grundig 1970

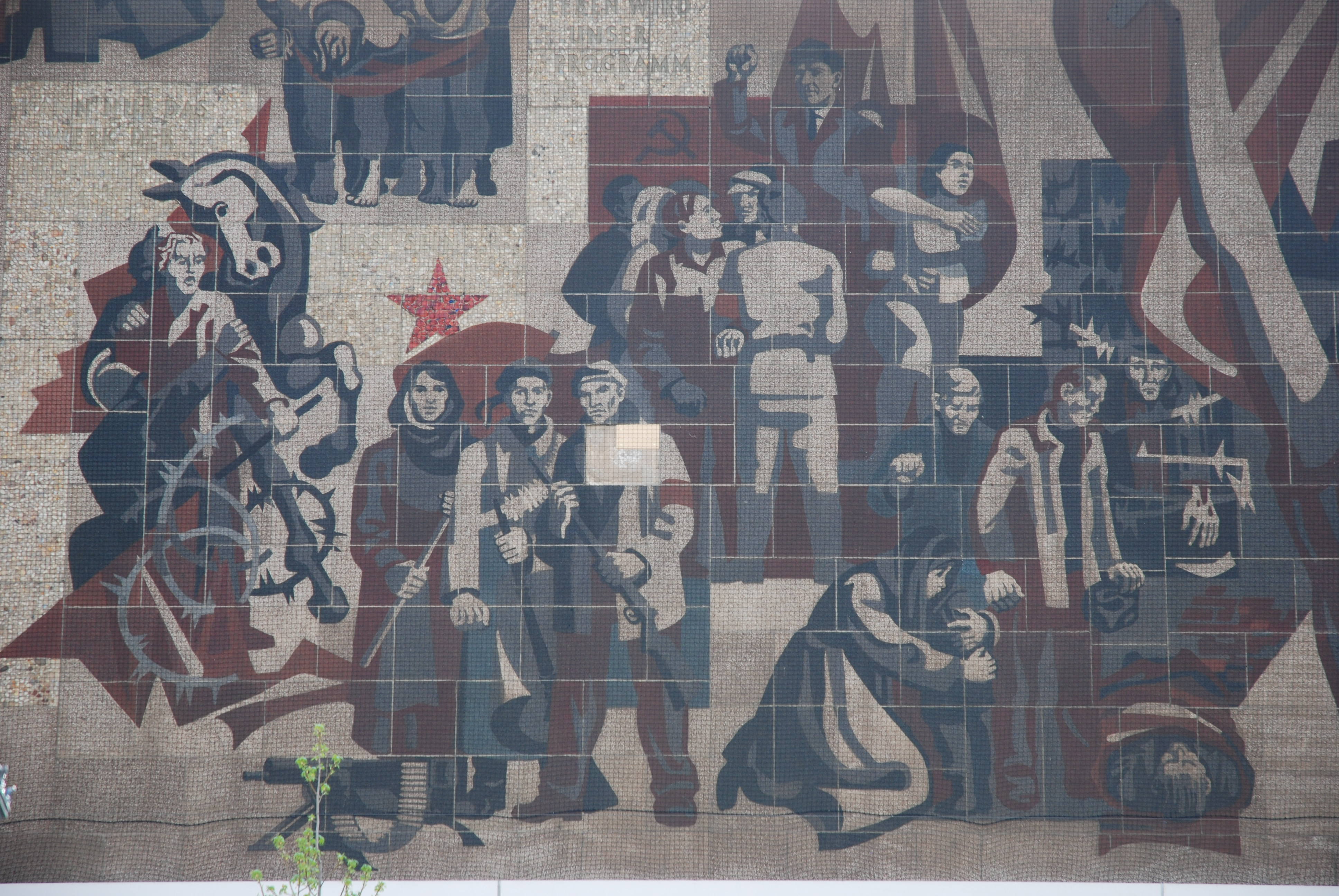
Der Weg der roten Fahne, Dresden (detalj)

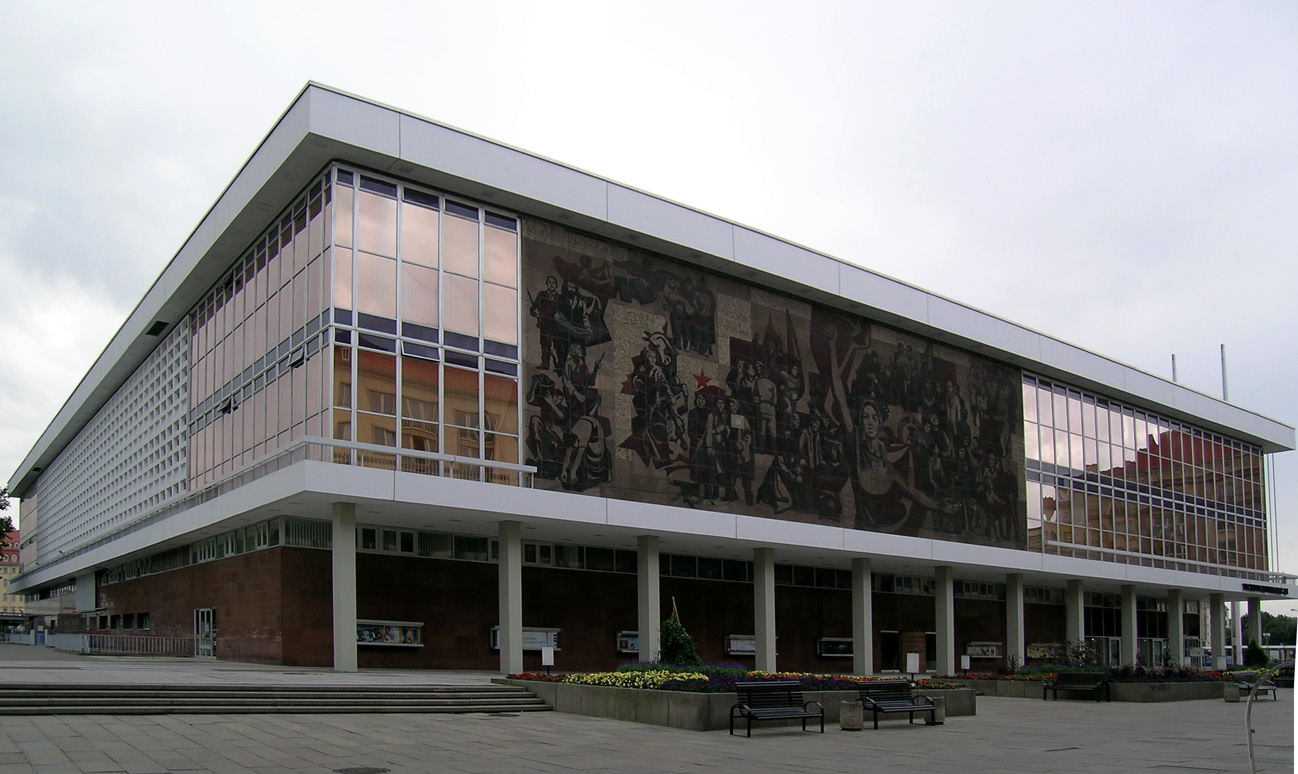
Kulturpalast Dresden med Der Weg der roten Fahne

Gerhard Bondzin, född 29 juli 1930 i Mohrungen i Ostpreussen, död 20 mars 2014, var en tysk målare och grafiker.
Gerhard Bondzin utbildade sig till keramiker 1946–48 på Industrieschule in Sonneberg samt i målning för Hans-Hoffman Lederer 1948-51 vid Hochschule für Baukunst und Bildende Künste Weimar och därefter till 1953 för Fritz Dähn och Rudolf Bergander vid Hochschule für Bildende Künste Dresden. Han var från 1957 lärare på denna konsthögskola och 1965–70 rektor. Under åren 1970–74 var han ordförande i Verband Bildender Künstler. 
Gerhard Bondlin har bland annat skapat väggutsmyckningen Der Weg der roten Fahne (Den röda fanans väg) från 1969 i socialrealistisk stil. Denna utförd i färgat glas på betongplattor och är 30 x 10 meter stor, Den är uppsatt på västra fasaden på kulturpalatset i Dresden och blev kulturminnesmärke år 2001.